# Shokz
ショックス（英: Shokz）は、骨伝導技術を利用したイヤホン（ヘッドホン）などを開発、製造および販売しているアメリカ合衆国の企業。2011年にニューヨークで創業（当時の社名はAfterShokz（アフターショックス）、2019年にテキサス州オースティンに本社移転。2021年12月にブランド名をShokzに変更。

## 概要
アメリカで登録されたブランド。テキサス州に本社を置き、骨伝導イヤホン、ヘッドセット、オーディオプレーヤーの開発、製造および販売を行っている。
数多くの特許を取得または出願しており、独自のオーディオ技術が特徴。スポーツ用イヤホンのみならず、ビジネス用、若年層向け、高齢者向けなど、多岐にわたるさまざまな製品をラインナップ。過去には有線モデルの販売をしていたが、2016年登場のAfterShokz Trekz Titanium 以降はBluetoothを利用したワイヤレスモデルに特化。どの製品も優れた耐久性と高度な防塵防水性能を持ち、Xtrainerzのように水中での利用を実現したモデルも存在する。
2015年から2018年にかけて毎年約200%の成長を遂げ、2018年だけで150万台のワイヤレスヘッドホンを販売、2020年8月時点で累計530万台出荷、2020年には日本国内での骨伝導ヘッドホン販売台数シェア81.2%を記録 と、国内外において骨伝導ヘッドホン市場におけるリーディングカンパニーといえる存在。
2023年6月、クラウドファンディング「GREEN FUNDING」にて、GREEN FUNDING史上、支援総額、総支援者数の総支援者が10,991人、支援総額255,511,762円を達成。

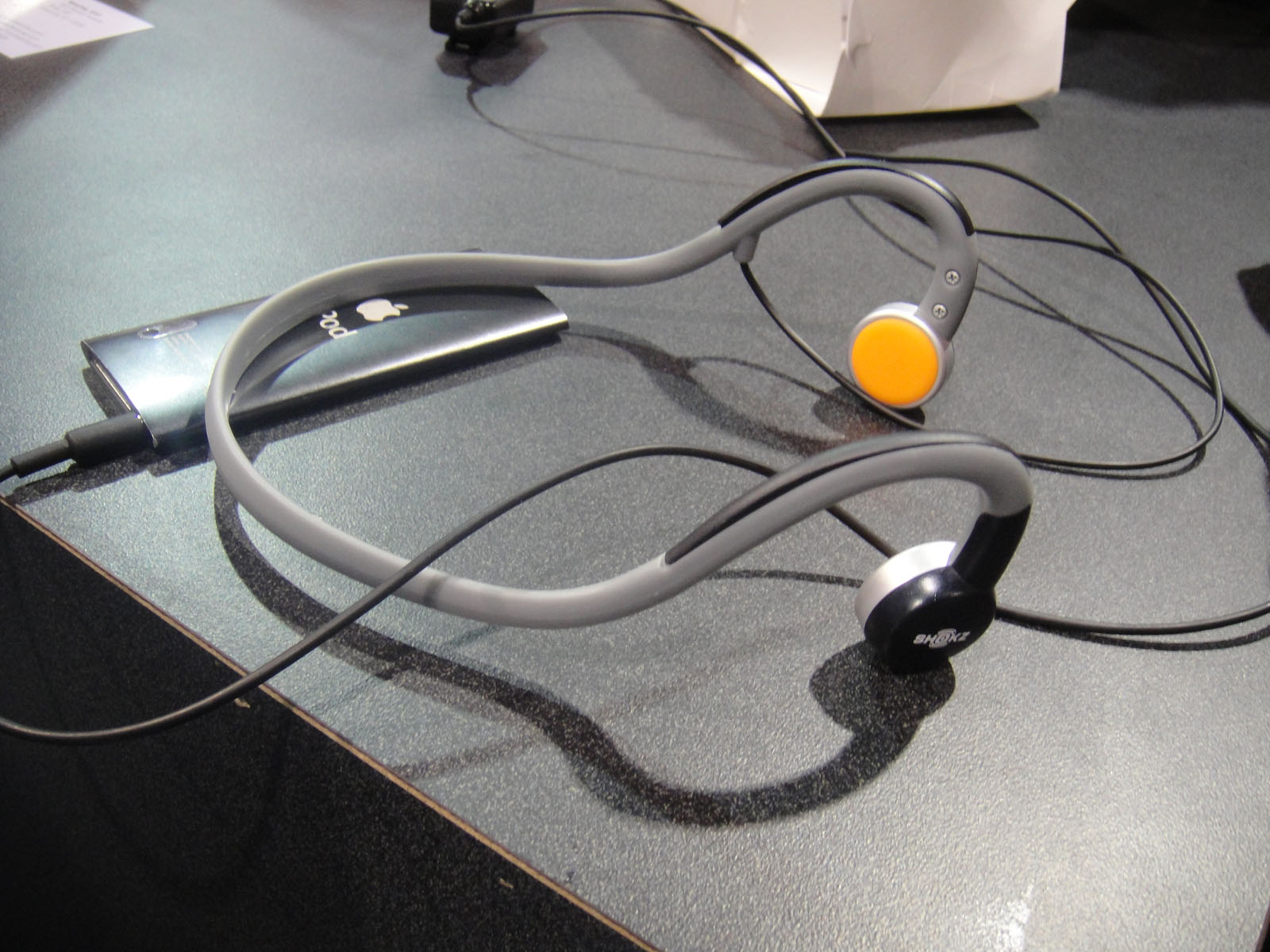
CES 2012でのAfterShokzの展示

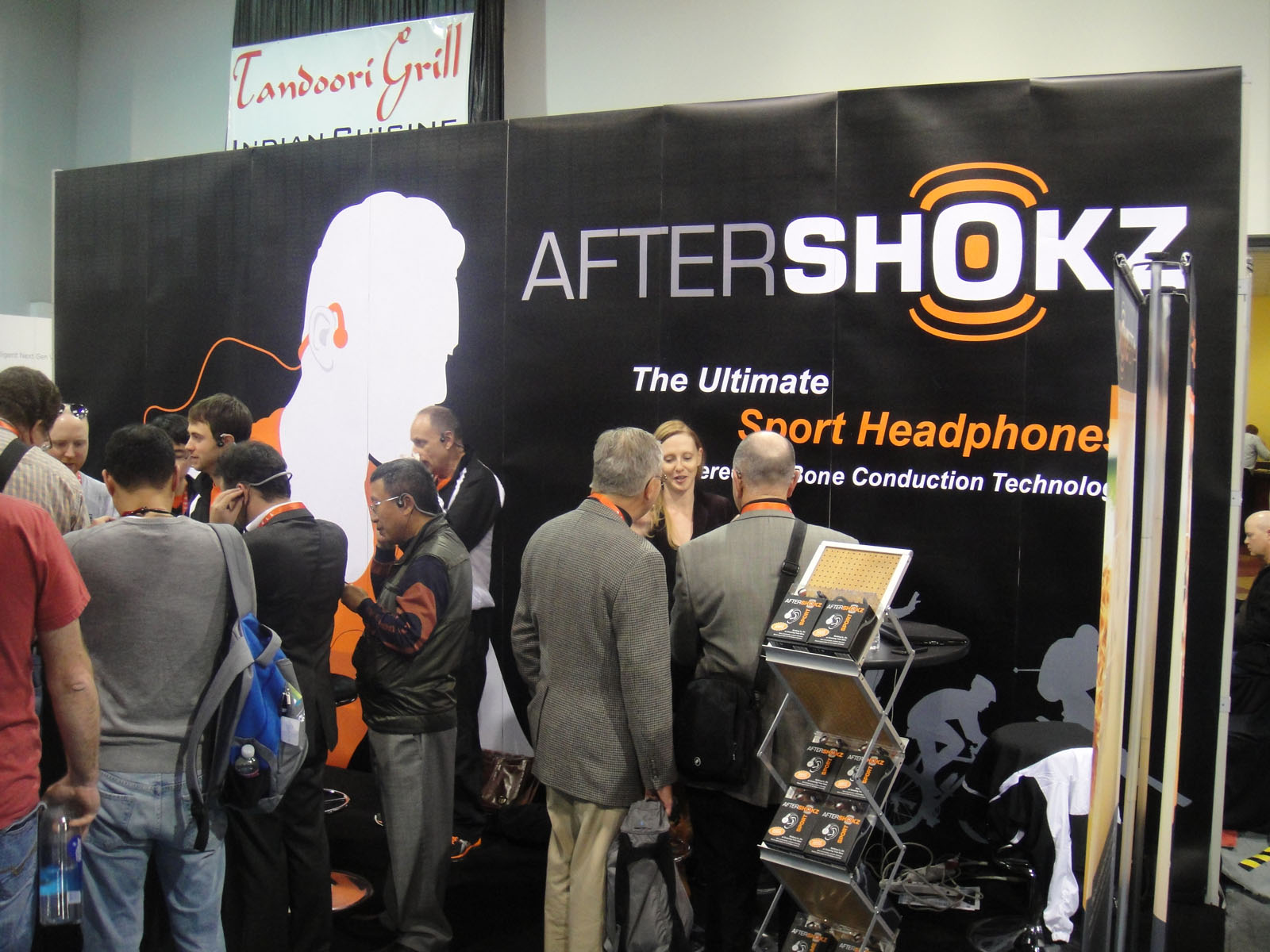
CES 2012でのAfterShokzブース

## 製品
骨伝導イヤホン、骨伝導ヘッドセットの製品を全世界で展開している。各製品はグッドデザイン賞、レッド・ドット・デザイン賞、CES Innovation Awards、VGP などの各賞を受賞し、デザイン、革新性、音質など多角的な側面から高い評価を得ている。以下は、日本国内での情報に基づく。

### 骨伝導イヤホン

#### OpenRun Pro
- Black（ブラック） SKZ-EP-000007
- Blue（ブルー） SKZ-EP-000009

#### OpenRun
- Black（ブラック） SKZ-EP-000003
- Grey（グレー） SKZ-EP-000004
- Blue（ブルー） SKZ-EP-000005
- Red（レッド） SKZ-EP-000006

#### OpenComm
- Black（ブラック） AFT-EP-000028
- Slate Grey（スレートグレー） AFT-EP-000026
- Light Grey（ライトグレー） AFT-EP-000027

#### OpenMove
- Slate Grey（スレートグレー） AFT-EP-000022
- Alpine White（アルパインホワイト） AFT-EP-000023
- Elevation Blue（エレベーションブルー） AFT-EP-000024
- Himalayan Pink（ヒマラヤンピンク） AFT-EP-000025

#### Aeropex
- Cosmic Black（コズミックブラック） AFT-EP-000011
- Lunar Grey（ルナグレー） AFT-EP-000012
- Blue Eclipse（ブルーエクリプス） AFT-EP-000013
- Solar Red（ソーラーレッド） AFT-EP-000014

#### Aeropex Play
- Cosmic Black（コズミックブラック） AFT-EP-000019

#### AfterShokz AS801+ABT01
- AFT-EP-000021（テレビ用トランスミッター付き骨伝導ヘッドホン）

#### AfterShokz Air（2017年発売）
- Slate Grey（スレートグレー） AFT-EP-000005
- Forest Green（フォレストグリーン） AFT-EP-000006
- Midnight Blue（ミッドナイトブルー） AFT-EP-000007
- Canyon Red（キャニオンレッド） AFT-EP-000008

### オーディオプレーヤー

#### Xtrainerz（2019年8月発売）
- Black Diamond（ブラックダイヤモンド） AFT-EP-000015
- Sapphire Blue（サファイアブルー） AFT-EP-000016

### オプション
- Aeropex 充電用ケーブル
- Xtrainerz 充電・データ転送用ケーブル

### 過去に販売していた製品
- Bluez
- Bluez 2
- Bluez 2S

## その他
2021年以降、ドラマ、映画でShokzの骨伝導イヤホンが小道具として採用されている。
- 韓国ドラマ『模範タクシー』（2021年4月） - 韓国ドラマ。劇中でOpenCommが使用されている。
- 日曜劇場『TOKYO MER〜走る緊急救命室〜』（2021年7月-9月） - TOKYO MER 7人のチームがOpenCommを使用[7]。
- 日曜劇場『DCU』（2022年1月 - 3月） - DCU新名班および海上保安庁の一部メンバーがOpenCommを着用[8]。